# Velebitski Kanal
Velebitski Kanal är ett sund i Kroatien. Det ligger i den centrala delen av landet, 150 km sydväst om huvudstaden Zagreb.